# Носиков, Николай Тимофеевич
Николай Тимофеевич Носиков (1945, с. Ново-Васильевка, Навлинский район, Брянская область, СССР — 1998, Усть-Каменогорск, Казахстан) — казахстанский государственный и общественный деятель.

## Биография
Носиков Николай Тимофеевич родился в 1945 году в с. Ново-Васильевка Навлинского района Брянской области. 

### Образование
Окончил Новосибирский институт инженеров железнодорожного транспорта, по специальности инженер-строитель путей сообщения, инженер-экономист.
В 1980 году окончил Алма-Атинскую высшую партийную школу.

### Трудовая деятельность
Трудовую деятельность начал в г. Шемонаиха инженером дистанции пути и сооружений Казахской железной дороги.
С 1969 по 1978 год – на комсомольской, партийной, советской работе. Работал первым секретарем Шемонаихинского райкома Ленинского коммунистического союза молодежи Казахстана, инструктором Восточно-Казахстанского обкома партии.
После окончания Высшей партийной школы в 1980 году работал секретарем парткома треста «Алтайсвинецстрой», председателем горисполкома, первым секретарем горкома партии г. Усть-Каменогорска.
С марта 1992 по декабрь 1995 года – глава администрации, аким города Усть-Каменогорска. 
С 1996 до июня 1997 года – заместитель директора дирекции АО «Экспресс».
В последние годы работал заместителем акима Восточно-Казахстанской области.
Умер в 1998 году, находясь в командировке в Москве. Тело Носикова было перевезено в Усть-Каменогорск для захоронения.

### Общественная деятельность
Кандидат в депутаты Верховного Совета Казахской ССР 12-созыва.

### Награды
Награжден орденом «Знак Почета».